# Јордан Чопела
Јордан Чопела (Варош, код Прилепа, јануар 1912 — Битољ, 9. април 1942), учесник Народноослободилачке борбе и народни херој Југославије.

## Биографија
Рођен је у јануару 1912. године у селу Варош, код Прилепа. Потиче из земљорадничке породице, која се бавила гајењем дувана. Кад је одрастао, бавио се производњом дувана и био сезонски радник у Дуванском комбинату у Прилепу.
Као члан УРС-ових синдиката, 4. априла 1938. године, учествовао је, као члан штрајкачког одбора, у штрајку више од 2.000 радника. Године 1940. примљен је у чланство Комунистичке партије Југославије. Радио је у Удружењу произвођача дувана. Због организовања штрајка против предаје дувана Монополу, по ниским откупним ценама, позван је на војну вежбу. И тамо је организовао бунт, када су резервисти просули казане хране, због чега је три месеца провео у истражном затвору.
После Априлског рата и окупације Краљевине Југославије, као члан Месног комитета КПЈ за Прилеп, радио је на организовању устанка. Учествовао је и у организовању Прилепског партизанског одреда. Често је одлазио у Одред и као члан Месног оперативног штаба, преносио директиве. Полиција је сазнала да се он илегално креће по граду и у околини села Варош и да одржава састанке, па га је стално тражила. У јануару 1942. године, по директиви Покрајинског комитета КПЈ за Македонију, пребачен је на рад у Битољ, где је требало да помогне тамошњој партијској организацији у припремама за формирање партизанског одреда.
Одмах по диоласку у Битољ, Бугарска полиција је сазнала за његово присуство у граду и ушла му је у траг. У рано јутро, 9. априла 1942. године, полиција је опколила кућу у којој је ноћио. У неравноправној борби, тешко је рањен и ухваћен. Истог дана подлегао је ранама.
Указом Президијума Народне скупштине ФНР Југославије број 211/49, 1. августа 1949. проглашен је за народног хероја.